# My My My
Singles de Armand Van Helden
Hear My Name
(2004) Into Your Eyes
(2005)
Pistes de Nympho
Juicy Juicy Got Over You
My My My est une chanson du DJ et compositeur américain de musique house Armand Van Helden sortie en 2004. La chanson reprend un sample de Comin' Apart, une chanson de Gary Wright. La chanson est incluse dans le jeu vidéo Dance Dance Revolution Extreme 2 sur PlayStation 2 par Konami. Le single se classe dans le top 10 en Australie, en Belgique, en Norvège, au Danemark. Une version avec la chanteuse britannique Tara McDonald sort en 2006 pour le Royaume-Uni.

## Liste des pistes
2004  Australie CD Single
1. My My My (Radio Edit)
2. My My My (Original Mix)
3. My My My (Deekline & Wizard Vocal Mix Featuring Yolanda Be Cool)
4. My My My (Ashley Beedle New York Fam Remix)

2006  Royaume-Uni CD Single
1. My My My [Funktuary Radio Mix]
2. My My My [Stonebridge Remix]
3. My My My [Original Club Version]

## Classement par pays
| Classement (2004-2005)                               | Meilleure position |
| ---------------------------------------------------- | ------------------ |
| Australie Classement single                          | 6                  |
| Pays-Bas (Nederlandse Top 40)                        | 18                 |
| Belgique (Flandre Ultratop 50 Singles)               | 5                  |
| Norvège (VG-lista)                                   | 9                  |
| Danemark (Tracklisten)                               | 5                  |
| Australie (ARIA)                                     | 6                  |
| États-Unis Billboard Hot Dance Music/Club Play Chart | 2                  |
| Royaume-Uni Classement single                        | 12                 |

### Certifications
| Pays      | Certification | Sales/Shipments |
| --------- | ------------- | --------------- |
| Australie | Or            | 35,000+         |